# Ново-Кувинск
Но́во-Ку́винск (абаз. Хъвыжв Чкӏвын, кабард.-черк. Хъужь цӏыкӏу) — аул в Адыге-Хабльском районе Карачаево-Черкесской Республики. 
Входит в состав муниципального образования «Эрсаконское сельское поселение».

## География
Аул расположен в центральной части западной зоны Адыге-Хабльского района, на левом берегу реки Большой Зеленчук, у впадения в него левого притока Большой Щеблонок. Находится в 27 км (по дороге) к северо-западу от районного центра — Адыге-Хабль и в 45 км от города Черкесск.
Граничит с землями населённых пунктов: Эрсакон на севере, Спарта на северо-востоке, Старо-Кувинск на юге и Мало-Абазинск на западе.
Населённый пункт расположен в переходной от равнинной к предгорной зоне республики. Рельеф местности представляет собой в основном полого-волнистую равнину с общим понижением террасы с юга на север. Средние высоты на территории аула составляют 473 метра над уровнем моря.
Почвенный покров отличается исключительным разнообразием. Развиты черноземы предкавказские и предгорные. В пойме рек пойменные луговые почвы.
Гидрографическая сеть в основном представлена рекой Большой Зеленчук и его левым притоком Большой Щеблонок. 
Климат умеренно-тёплый. Среднегодовая температура воздуха положительная и составляет около +10,0°С. Средняя температура июля +22°С, средняя температура января –2°С. Продолжительность вегетационного периода 210 дней. Местность относится к зоне достаточного увлажнения, однако раз в несколько лет, летом наблюдаются сильные восточные и северо-восточные ветры, которые несут засуху. Среднегодовое количество осадков составляет около 680 мм в год. Основная их часть приходится на период с мая по июль.

## История
Населённый пункт был основан в 1926 году переселенцами из аула Кувинский.
В 1953 году с упразднением Кувинского района и передачей его территории в состав Икон-Халкского района, Ново-Кувинский сельсовет был расформирован и включён в состав Кувинского сельсовета.
В 1957 году с упразднением Икон-Халкского района, аул был передан в состав Эрсаконского сельсовета Адыге-Хабльского района.
Территориально аул фактически разделён на два крупных квартала. Наибольшая часть аула проживает к югу от реки Большой Щеблонок, меньшая часть проживает в нескольких ста метрах к северу от реки Большой Щеблонок.
Ныне Ново-Кувинск является одним из трёх аулов где сохранился ашхарский (горный) диалект абазинского языка.

## Население
| 2002 | 2010 | 2021 |
| ---- | ---- | ---- |
| 585  | ↗709 | ↘629 |

Национальный состав
По данным Всероссийской переписи населения 2010 года:
| Народ   | Численность, чел. | Доля от всего населения, % |
| ------- | ----------------- | -------------------------- |
| абазины | 422               | 59,5 %                     |
| черкесы | 141               | 19,9 %                     |
| русские | 105               | 14,8 %                     |
| татары  | 25                | 3,5 %                      |
| другие  | 16                | 2,3 %                      |
| всего   | 709               | 100 %                      |

По данным Всероссийской переписи населения 2021 года:
| Народ               | Численность, чел. | Доля от всего населения, % |
| ------------------- | ----------------- | -------------------------- |
| абазины             | 395               | 62,80 %                    |
| черкесы             | 141               | 22,42 %                    |
| русские             | 68                | 10,81 %                    |
| татары              | 17                | 2,70 %                     |
| другие / не указано | 8                 | 1,27 %                     |
| всего               | 629               | 100,0 %                    |

## Инфраструктура
- Средняя общеобразовательная школа № 1 — ул. Широкая, 15.
- Начальная школа Детский сад «Чебурашка» — ул. Кавказская, 10.
- Фельдшерско-акушерский пункт — ул. Широкая, 27.
- Сельский Дом культуры — ул. Широкая, 1.

## Улицы
| Вольная    |
| Восточная  |
| Заречная   |
| Кавказская |

| Комсомольская |
| Майская       |
| Мира          |
| Набережная    |

| Советская   |
| Техническая |
| Школьная    |